# Dépositaire Centrale/Banque de Règlement
 (août 2025).
Le Dépositaire Central/Banque de Règlement (DC/BR), créé le 18 décembre 1996 est l'organe chargé de la conservation et de la circulation des titres dans la zone UMOA. Il débute ses activités le 16 septembre 1998.

## Historique
Créé en 1996, à la même date que la BRVM, le Dépositaire Central/Banque de Règlement est une institution financière de l'UMOA. Il forme avec l'AMF-UMOA et la BRVM l'un des piliers du marchés financier régional de l'UMOA. Son siège est à Abidjan en Côte d'Ivoire,. Il est depuis le 1er juillet 2022 dirigé par Birahim Diouf.
Il est officiellement admis le 25 septembre 2013 à l'Association des Dépositaire Centraux d'Afrique et du Moyen Orient (AME-DA) ; cette admission intervient suite à la 18e conférence de l'Association. Le DC/BR compte en 2023 297 adhérents dont des SGI, des institutions sous régionales, des chambres du commerce, des entreprises, des banques, et bien d'autres,.

## Mission
Le DC/BR est chargé de la conservation et de la circulation des valeurs mobilières dans la zone UMOA. Mise à part cette mission principale, le DC/BR assure d'autres missions, à savoir :
- la codification des valeurs mobilières pour la zone UEMOA ;
- la centralisation et la conservation des compte-titres pour ses adhérents ;
- le dénouement des opérations de bourse ;
- le règlement des soldes ;
- la gestion des opérations sur titres ;

- la gestion du fond de garanti du marché régional[7],[8],[9].

## Organisation
Le DC/BR est une Société Anonyme à Conseil d'Administration ; son conseil d'administration est composé de 12 administrateurs et son actuel président est Fama Touré. Le Conseil d'administration du DC/BR est assistés par trois comités à savoir le comité de d'audit et des risques, le comité stratégique et de développement et le comité gouvernance, rémunération et recrutement. Il dispose également d'une Direction Générale.